# 刘洋 (航天员)
刘洋（1978年10月6日—），汉族，女，河南省林州市人，生于河南省郑州市，中国女性航天员，中國人民解放軍大校。1997年8月入伍，2001年5月加入中国共产党。空军长春飞行学院毕业，学士学位。至2012年，安全飞行记录为1680小时。空军第七批女飞行员，2010年5月正式成为中国第二批航天员。
2012年3月，入选神舟九号任务飞行乘组。2012年6月16日搭乘神舟九号飞船执行航天任务，成为中国首位进入太空的女性航天员。2022年6月5日搭乘神舟十四号飞船再度执行航天任务。

## 生平

### 早年經歷
1978年10月6日，刘洋出生在河南省郑州市。父亲刘士林是郑州市第一食品机械厂技术科的助理工程师，母亲牛喜云是郑州轻型汽车制造厂工人，她是家中独生女。
劉洋在鄭州市第十一中學實驗分校就讀高中，在多門功課都在90分以上，1997年在高中畢業考試更在代數、化學、生物三門獲滿分100分，而物理則得到99分。同年空軍首次在河南面向高中畢業生招收女飛行員。在學校教師推薦下，劉洋在畢業後投考女飛行員。初時父母曾認為危險提出反對，但被她成功說服。
劉洋在高考後，以超過當年地方重點院校錄取線31分的高分，順利進入中国人民解放军空军长春飞行学院，1997年8月入伍，成為空軍第七批女飛行員。劉洋初期對高強度的體能訓練並不適應，曾寫信向友人抱怨，稱自己從幸福掉到谷底。經友人鼓勵，劉洋改變想法，努力理解苛刻單調生活的內涵，以刻苦訓練彌補體能不足。她亦參加業餘的女飛行員樂隊，擅長黑管。她把自己經歷寫成了一篇題為《尋找生命中的玫園》文章，參加航校組織的英語演講比賽，獲得二等獎。
2001年6月，劉洋被分配到广州军区空军航空兵某師，成為應急機動作戰部隊的一名飛行員。2003年9月，劉洋在一次晝夜儀表飛行訓練，飛機離地10米時，遇到飛機撞鳥意外。她保持著飛行狀態，並迅速向塔台報告情況，最終安全著陸。事後檢查發現，劉洋的飛機剛收起落架時遇到鴿群，飛機撞死了21隻鴿子，右發動機的渦輪葉片被打折了兩根，進氣道被堵塞了四分之三，左發動機的起落架艙則被撞破。她亦曾多次駕駛飛機參與空中人工增雨任務。劉洋曾任空軍某師某團某飛行大隊副大隊長，安全飛行1680小時，被評為空軍二級飛行員。
2009年，中國第二批航天員選拔開始，首次招收女性航天員，劉洋成功獲選，在2010年初從15名候選人中脫穎而出，進入國家航天中心訓練接受空間飛行訓練。其間須先接受12個月的基礎訓練，包括航天醫學基礎、交會對接技術基礎、力學、數學等20門基礎課程，以及國學講座、救生生存訓練和體質訓練。一年後，剛開始某些項目只達到三級、二級標準的劉洋，平衡素質、力量素質、速度、耐力、肌力等全部體質指標均達到一級水平。2011年6月起，劉洋轉入航天專業技術和任務訓練階段，針對交會對接技術、目標飛行器與組合體飛行管理、空間科學實驗及飛行程序進行訓練。經過近3000個學時的學習，到執行任務前夕，預定訓練內容全部完成，並以優異成績通過航天員專業技術綜合考核。
性格開朗的劉洋以「小飛俠」作為QQ網名。2001年5月加入中國共產黨，2004年與空軍战友張華結婚。執行神舟九號航天任務時，為中國人民解放軍航天員大隊四級航天員，少校軍銜。

### 神舟九号任务

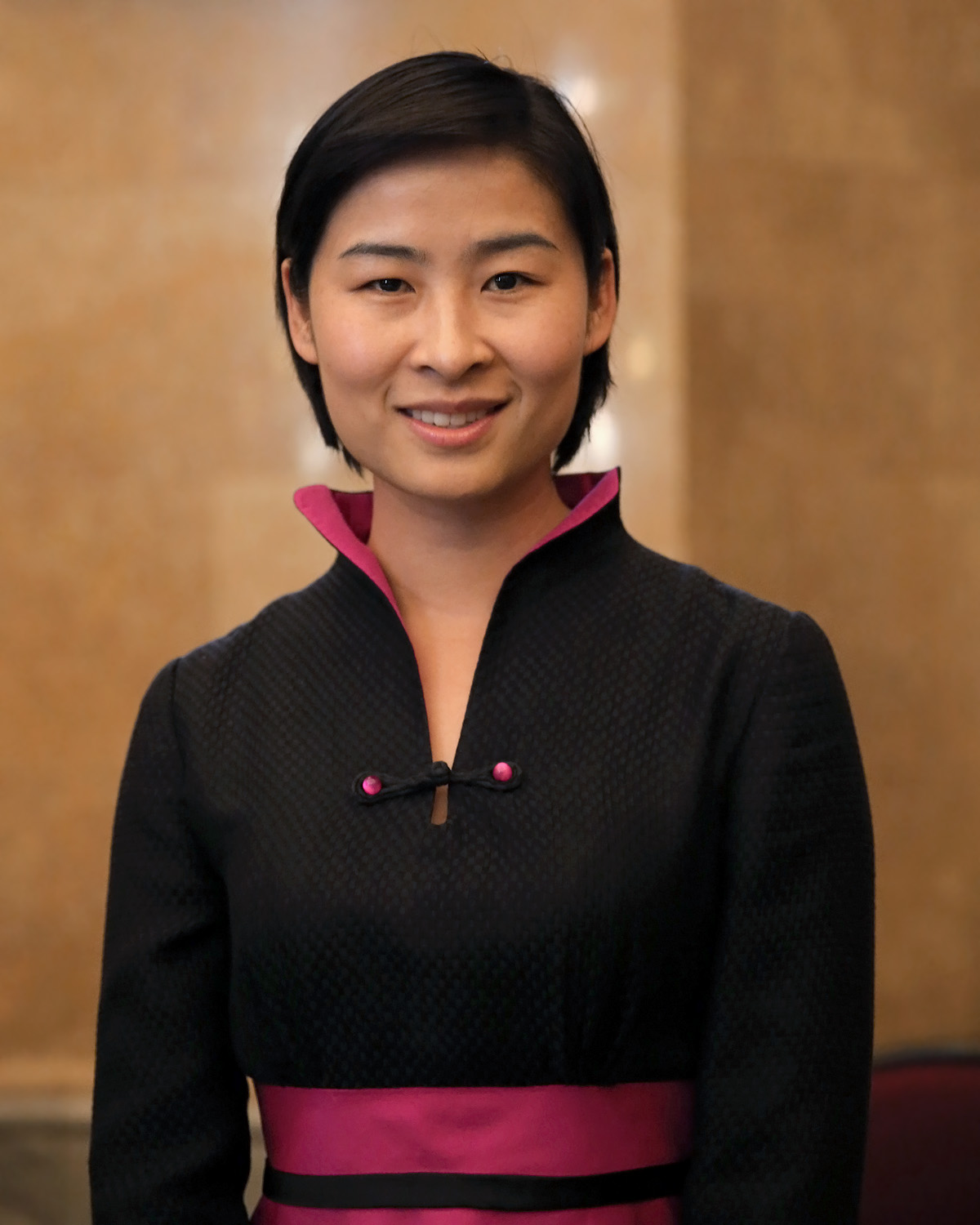
刘洋于2013年应联合国外层空间事务厅的邀请出席在维也纳举行的公众讨论会。

劉洋與另一名女航天員王亞平均通過了神舟九號飛行任務乘組的初選。2012年3月28日，乘組名單確定。根據最終考核結果，劉洋入選乘組，代號03；任務安排上，02號航天員景海鵬是指令長，對乘組和任務完成全面負責；01號劉旺為交會對接航天員，主要負責完成飛船與天宮的手控交會對接；03號劉洋則主要負責空間醫學實驗的管理。
神舟九号于北京时间2012年6月16日18时37分24秒在甘肃酒泉卫星发射中心成功发射升空。6月18日14时14分，在完成捕获、缓冲、拉近和锁紧程序后，神舟九号与天宫一号紧紧相牵，中国首次载人交会对接取得成功，首位航天员于17时07分进入天宫一号。6月24日12时许，航天员刘旺驾驶飞船，成功与天宫一号对接，中国首次空间手控交会对接试验成功。6月29日10时03分，神舟九号返回舱在四子王旗着陆场成功着陆，劉洋等3名航天员安全返回。
2016年10月，被中共中央、国务院、中央军委授予“英雄航天员”荣誉称号，并获“三级航天功勋奖章”。
刘洋进入太空的时间正好与人类历史上第一位女性宇航员瓦莲京娜·捷列什科娃进入太空的时间整整相隔49年，瓦莲京娜·捷列什科娃于1963年6月16日单独乘坐“东方六号”宇宙飞船进入太空。据不完全统计，截至2012年“神九”发射前，全世界已经有56名女航天员上天，其中美国46名，前苏联和俄罗斯3名，加拿大和日本各2名，英国、法国和韩国各1名。
2013年2月27日，当选第十二届全国人大代表，並現身於解放军代表团。10月28日出席第十一届妇女代表大会，身穿制服顯示已晋升中校军衔。2016年8月，当选为全国妇联兼职副主席。

### 神舟十四号任务
2019年12月，入选神舟十四号飞行任务乘组。执行神舟十四号任务时已晋升特级航天员，大校军衔。

## 家庭
2004年，刘洋和张华结婚，2014年刘洋生了一个女儿，2016年又生了一个儿子。

## 轶闻
刘洋的父母居住在郑州市天伦琥珀名城小区，2012年7月12日，由于高温，郑州出现大面积停电停水，与刘洋父母居住小区一街之隔的天伦琥珀名城四期美树馆业主在道路上打出“刘洋别回家，家里没水没电”。并被网友发到微博引起广泛传播，微博发出17分钟后开发商董事长在微博上作出道歉，并承诺向每户业主补偿500元。
刘洋母亲牛喜云在此事一个月后接受中新网采访时表示，他们居住的小区并没有停电，对于在毫不知情的情况打出“刘洋别回家”的横幅表示感到难以释怀。刘妈妈说“……不过退一步说，即便停水停电了，我也不会说‘姑娘，别回家’。我姑娘多少年没有回家了？停水停电我也不会说这样的话。”对于其他“消费”刘洋的事件，刘妈妈也感到困惑、费解、无奈。

## 执行任务
| 次序   | 任务名称   | 发射时间（UTC+8）       | 着陆时间（UTC+8）    | 运载火箭      | 对接       | 任务时长         | 舱外活动次数 | 舱外活动时长 |
| ------ | ---------- | ----------------------- | -------------------- | ------------- | ---------- | ---------------- | ------------ | ------------ |
| 1      | 神舟九号   | 2012年6月16日，18:37:24 | 2012年6月29日，10:02 | 长征二号F遥9  | 天宫一号   | 12天15小时又24分 | 无           | 无           |
| 2      | 神舟十四号 | 2022年6月5日，10:44:10  | 2022年12月4日，20:09 | 长征二号F遥14 | 天宫空间站 | 182天9小时又24分 | 1            | 6小時7分钟   |
| 合计： | 合计：     | 合计：                  | 合计：               | 合计：        | 合计：     | 195天0小时又48分 | 1            | 6小時7分钟   |